# Sportjahr 2004
Liste der Sportjahre

◄◄ | ◄ | 2000 | 2001 | 2002 | 2003 | Sportjahr 2004 | 2005 | 2006 | 2007 | 2008 | ► | ►►

Weitere Ereignisse   · Olympische Spiele

## American Football
- 1. Februar: Die New England Patriots gewinnen Super Bowl XXXVIII in Houston, Texas, gegen die Carolina Panthers mit 32:29.
- 25. Juni: Die Tyrolean Raiders gewinnen den EFAF-Cup 2004 gegen die Farnham Knights mit 45:0.
- 10. Juli: Die Vienna Vikings gewinnen Eurobowl XVIII gegen die Bergamo Lions mit 53:20.
- 9. Oktober: Die Berlin Adler gewinnen German Bowl XXVI im Eintracht-Stadion, Braunschweig, gegen die Braunschweig Lions mit 10:7.

## Badminton
Höhepunkte des Badmintonjahres 2004 waren das olympische Badmintonturnier, der Thomas Cup und der Uber Cup.

### World Badminton Grand Prix
| Veranstaltung       | Herreneinzel         | Dameneinzel  | Herrendoppel                         | Damendoppel                                | Mixed                               |
| ------------------- | -------------------- | ------------ | ------------------------------------ | ------------------------------------------ | ----------------------------------- |
| Thailand Open       | Boonsak Ponsana      | Yao Jie      | Luluk Hadiyanto Alvent Yulianto      | Zhang Dan Zhang Yawen                      | Nathan Robertson Gail Emms          |
| Swiss Open          | Lin Dan              | Gong Ruina   | Fu Haifeng Cai Yun                   | Gao Ling Huang Sui                         | Kim Dong-moon Ra Kyung-min          |
| All England         | Lin Dan              | Gong Ruina   | Jens Eriksen Martin Lundgaard Hansen | Gao Ling Huang Sui                         | Kim Dong-moon Ra Kyung-min          |
| Korea Open          | Xia Xuanze           | Zhang Ning   | Luluk Hadiyanto Alvent Yulianto      | Yang Wei Zhang Jiewen                      | Kim Dong-moon Ra Kyung-min          |
| Japan Open          | Ronald Susilo        | Mia Audina   | Ha Tae-kwon Kim Dong-moon            | Ra Kyung-min Lee Kyung-won                 | Nova Widianto Vita Marissa          |
| Malaysia Open       | Lee Chong Wei        | Zhang Ning   | Choong Tan Fook Lee Wan Wah          | Yang Wei Zhang Jiewen                      | Zhang Jun Gao Ling                  |
| US Open             | Lee Yen Hui Kendrick | Xing Aiying  | Howard Bach Tony Gunawan             | Chien Yu-chin Cheng Wen-hsing              | Lin Wei-hsiang Cheng Wen-hsing      |
| Dutch Open          | Kenneth Jonassen     | Pi Hongyan   | Tony Gunawan Howard Bach             | Lena Frier Kristiansen Kamilla Rytter Juhl | Thomas Laybourn Kamilla Rytter Juhl |
| Denmark Open        | Lin Dan              | Xie Xingfang | Lars Paaske Jonas Rasmussen          | Wei Yili Zhao Tingting                     | Chen Qiqiu Zhao Tingting            |
| German Open         | Lin Dan              | Xie Xingfang | Mathias Boe Carsten Mogensen         | Zhang Dan Zhang Yawen                      | Carsten Mogensen Rikke Olsen        |
| China Open          | Lin Dan              | Xie Xingfang | Candra Wijaya Sigit Budiarto         | Zhang Jiewen Yang Wei                      | Jens Eriksen Mette Schjoldager      |
| Singapur Open       | Kenneth Jonassen     | Zhang Ning   | Luluk Hadiyanto Alvent Yulianto      | Yang Wei Zhang Jiewen                      | Nova Widianto Liliyana Natsir       |
| Chinese Taipei Open | Lee Chong Wei        | Chie Umezu   | Chan Chong Ming Koo Kien Keat        | Chien Yu-chin Cheng Wen-hsing              | Koo Kien Keat Wong Pei Tty          |
| Indonesia Open      | Taufik Hidayat       | Xie Xingfang | Luluk Hadiyanto Alvent Yulianto      | Yang Wei Zhang Jiewen                      | Zhang Jun Gao Ling                  |
| Hong Kong Open      | abgesagt             | abgesagt     | abgesagt                             | abgesagt                                   | abgesagt                            |

## Baseball
- Die Boston Red Sox gewinnen die World Series 2004. Dies war der erste Titel der Red Sox seit 1918.
- Olympische Sommerspiele 2004/Baseball
- Baseball-Weltmeisterschaft der Frauen 2004

## Formel 1

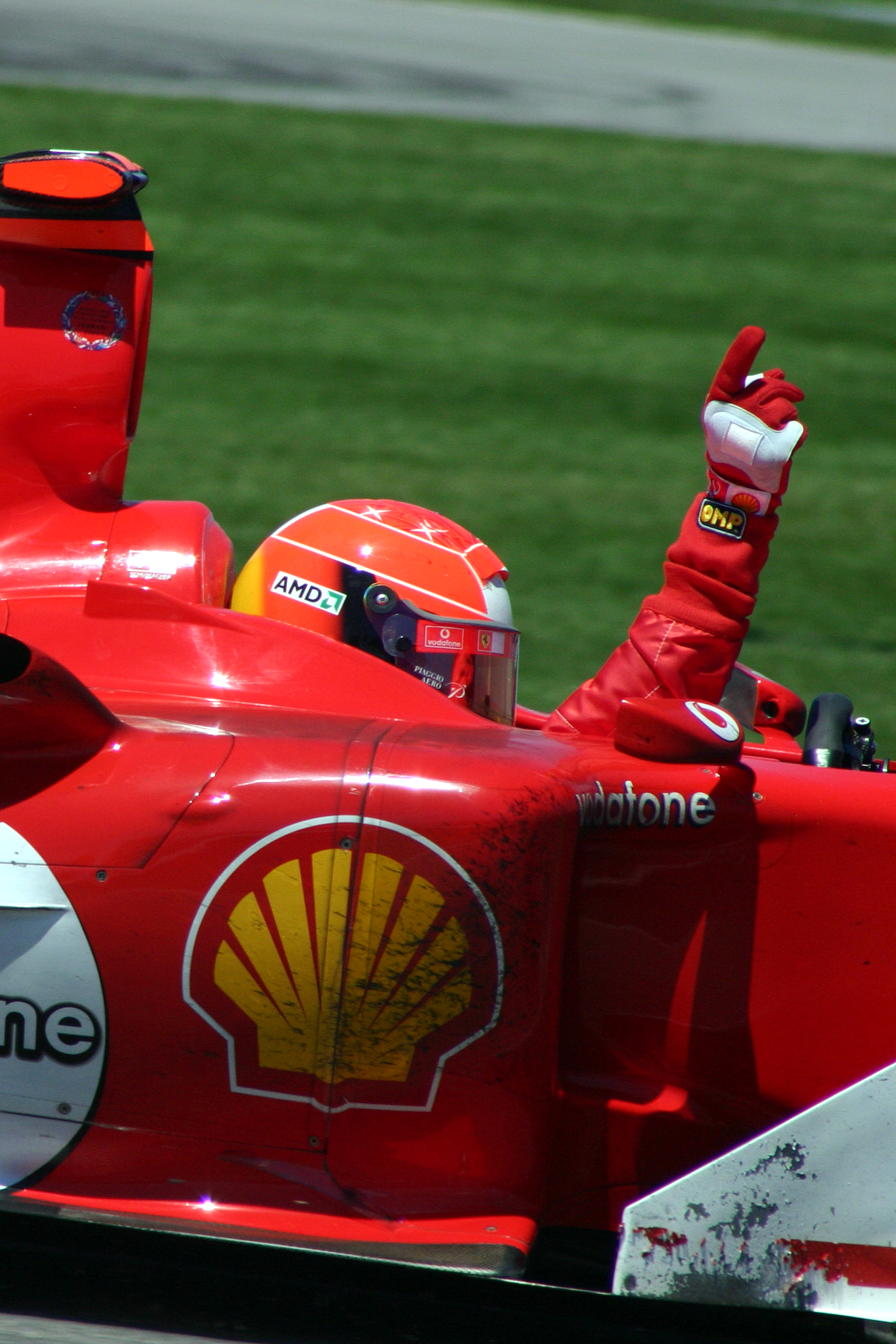
Michael Schumacher feiert seinen Sieg in Indianapolis

Der deutsche Michael Schumacher wurde zum siebten Mal Weltmeister und damit erfolgreichster Formel-1-Pilot der Rennsportgeschichte. Das Team von Ferrari konnte zum 14. Mal die Konstrukteurswertung für sich entscheiden.
- 7. März: Großer Preis von Australien (in Melbourne)
- 21. März: Großer Preis von Malaysia (in Kuala Lumpur)
- 4. April: Großer Preis von Bahrain (in Bahrain)
- 25. April: Großer Preis von San Marino (in Imola)
- 9. Mai: Großer Preis von Spanien (in Barcelona)
- 23. Mai: Großer Preis von Monaco (in Monte Carlo)
- 30. Mai: Großer Preis von Europa (auf dem Nürburgring)
- 13. Juni: Großer Preis von Kanada (in Montreal)
- 20. Juni: Großer Preis der USA (in Indianapolis)
- 4. Juli: Großer Preis von Frankreich (in Magny-Cours)
- 11. Juli: Großer Preis von Großbritannien (in Silverstone)
- 25. Juli: Großer Preis von Deutschland (in Hockenheim)
- 15. August: Großer Preis von Ungarn (in Budapest)
- 29. August: Großer Preis von Belgien (in Spa-Francorchamps)
- 12. September: Großer Preis von Italien (in Monza)
- 26. September: Großer Preis von China (in Shanghai)
- 10. Oktober: Großer Preis von Japan (in Suzuka)
- 24. Oktober: Großer Preis von Brasilien (in São Paulo)

## Fußball
Bei der in Portugal ausgetragenen Europameisterschaft führte Otto Rehhagel den Außenseiter Griechenland zum Titel. Die Nationalmannschaften aus Deutschland und der Schweiz scheiterten bereits in der Vorrunde.

Champions-League-Sieger wurde der FC Porto, den UEFA-Pokal sicherte sich der FC Valencia. Deutscher Meister wurde zum vierten Mal Werder Bremen. In Österreich holte sich der Grazer AK zum ersten Mal in seiner Vereinsgeschichte die Meisterschaft, in der Schweiz feierte der FC Basel seinen zehnten Titel.
- 19. Mai: UEFA-Pokal-Finale (in Göteborg)
- 26. Mai: Champions-League-Finale (in Gelsenkirchen)
- 12. Juni – 4. Juli: Europameisterschaft (in Portugal)
- 17. November: Länderspiel Deutschland – Kamerun (in Leipzig)

## Hockey
Im August fanden in Athen die olympischen Hockeyturniere statt. Bei den Herren wurde erstmals Australien Olympiasieger. Bei den Damen holte sich das deutsche Team zum ersten Mal in seiner Geschichte die Goldmedaille. Auch die Champions Trophy sah einen neuen Sieger: Spanien, bei den Olympischen Spielen Vierter, holte sich bei den Herren zum ersten Mal den Titel. Bei den Damen sicherten sich die Niederlande zum dritten Mal den Pokal.
In Deutschland verteidigte der Club an der Alster seinen deutschen Meistertitel aus dem Vorjahr. Bei den Damen wurde der Rüsselsheimer RK 08 zum sechsten Mal Meister.
- 14.–27. August: Olympische Hockeyturniere (in Athen)
- 12.–21. November: Champions Trophy der Damen (in Rosario)
- 4.–12. Dezember: Champions Trophy der Herren (in Lahore)

## Leichtathletik
- 8. Juni – Kenenisa Bekele, Äthiopien, lief die 10.000 Meter der Herren in 26:20,3 Minuten.
- 10. Juni – Elvan Abeylegesse, Türkei, lief die 5000 Meter der Damen in 14:24,7 Minuten.
- 27. Juli – Jelena Issinbajewa, Russland, erreichte im Stabhochsprung der Damen 4,87 Meter.
- 31. Juli – Kenenisa Bekele, Äthiopien, lief die 5000 Meter der Herren in 12:37,4 Minuten.
- 4. August – Swetlana Feofanowa, Russland, erreichte im Stabhochsprung der Damen 4,88 Meter.
- 24. August – Jelena Issinbajewa, Russland, erreichte im Stabhochsprung der Damen 4,91 Meter.
- 27. August – Liu Xiang, China, lief die 110 Meter Hürden in 12,91 Sekunden (Egalisierung des Weltrekords von Colin Jackson).
- 3. September – Jelena Issinbajewa, Russland, erreichte im Stabhochsprung der Damen 4,92 Meter.
- 3. September – Saif Saaeed Shaheen, Katar, lief den 3000-Meter-Hindernislauf der Herren in 7:53,63 Minuten.

## Motorradsport

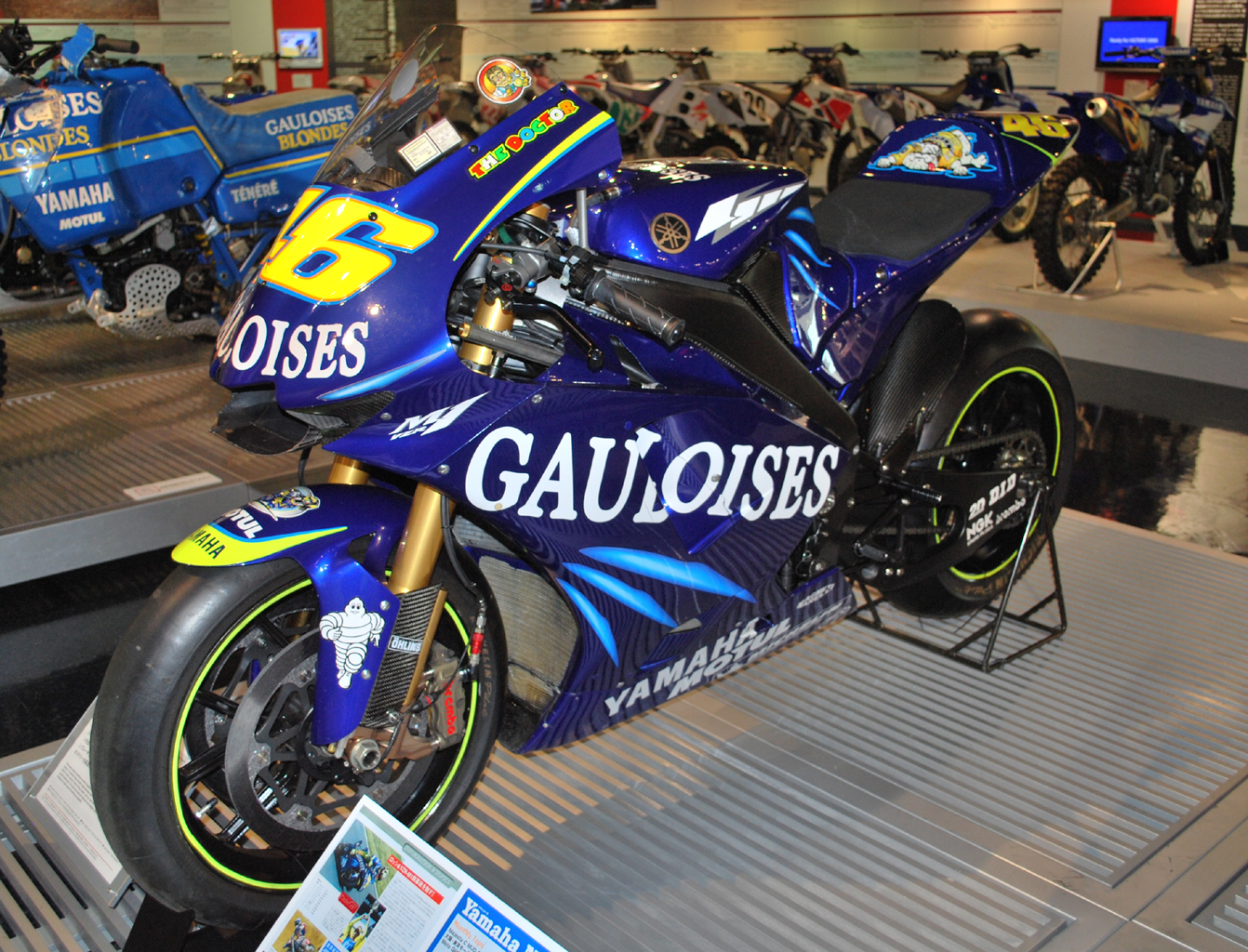
Yamaha YZR-M1: Weltmeistermaschine von Valentino Rossi.

### Motorrad-Weltmeisterschaft
- Motorrad-Weltmeisterschaft 2004

#### MotoGP-Klasse (990 cm³)
- In der MotoGP-Klasse gewinnt der 25-jährige Italiener Valentino Rossi auf Yamaha den insgesamt sechsten WM-Titel seiner Laufbahn und den dritten in Folge in dieser Kategorie. Er setzt sich gegen den Spanier Sete Gibernau und seinen Landsmann Max Biaggi (beide Honda) durch. In der Konstrukteurswertung gewinnt Honda vor Yamaha und Ducati.

#### 250-cm³-Klasse
- In der 250-cm³-Klasse gewinnt der 19-jährige Spanier Dani Pedrosa auf Honda vor dem Argentinier Sebastián Porto und dem Franzosen Randy De Puniet (beide Aprilia) den zweiten WM-Titel seiner Karriere. In der Konstrukteurswertung setzt sich Aprilia gegen Honda und KTM durch.

#### 125-cm³-Klasse
- Den WM-Titel in der Achtelliterklasse gewinnt der 18-jährige Italiener Andrea Dovizioso auf Honda. Zweiter wird der Spanier Héctor Barberá, Dritter der Italiener Roberto Locatelli, beide auf Aprilia. In der Konstrukteurswertung siegt KTM vor Honda und Aprilia.

### Superbike-Weltmeisterschaft
- Der 24-jährige Brite James Toseland gewinnt auf Ducati vor dem Franzosen Régis Laconi und dem Japaner Noriyuki Haga (beide ebenfalls Ducati) die Fahrerwertung. In der Konstrukteurswertung setzt sich Ducati vor Honda und Petronas FP1 durch.

Details: Superbike-Weltmeisterschaft 2004

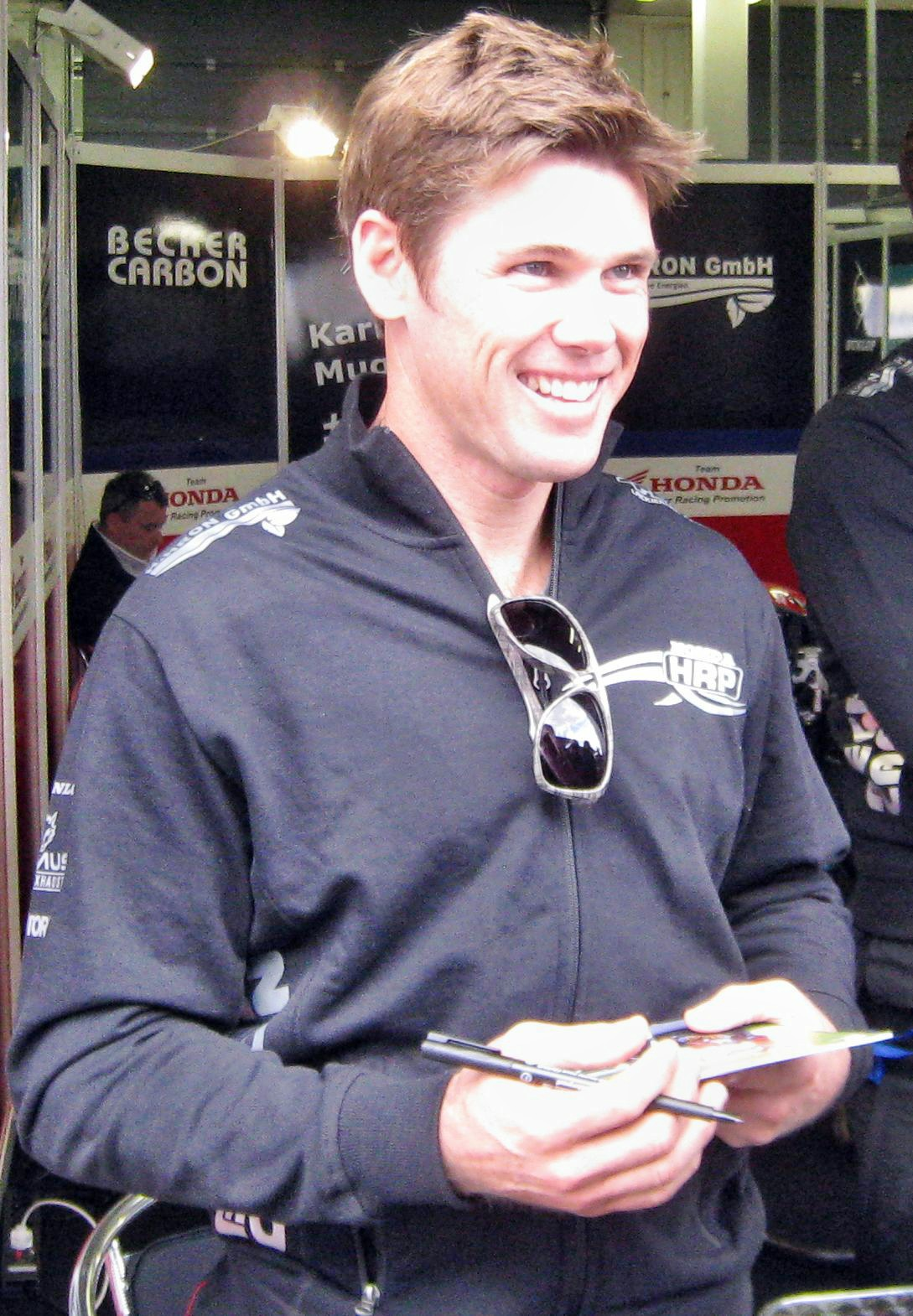
Supersport-Weltmeister Karl Muggeridge 2012.

### Supersport-Weltmeisterschaft
- Der 30-jährige Australier Karl Muggeridge gewinnt auf Honda vor seinem Landsmann Broc Parkes (ebenfalls Honda) und dem Niederländer Jürgen van den Goorbergh (Yamaha) die Fahrerwertung. In der Konstrukteurswertung setzt sich Honda gegen Yamaha und Suzuki durch.

Details: Supersport-Weltmeisterschaft 2004

## Schwimmen
- 26.–28.11.: Deutsche Kurzbahnmeisterschaft (in Essen)

## Skeleton
- 28.11./2.12.: Europameisterschaft (in Altenberg)

## Ski Alpin
Drei Jahre nach seinem schweren Motorradunfall konnte sich der Österreicher Hermann Maier zum vierten Mal in seiner Karriere den Gesamtweltcup sichern. Außerdem gewann er die Disziplinenwertung im Super-G. Ende des Jahres wurde ihm dafür der Laureus World Sports Award für das Comeback des Jahres verliehen. Bei den Damen gewann zum ersten Mal die Schwedin Anja Pärson die Große Kristallkugel. Je zwei Disziplinenwertungen entschieden Bode Miller und Renate Götschl für sich.
- 10.–14. März: Weltcupfinale (in Sestriere)

## Tennis
Der Schweizer Roger Federer war der dominierende Spieler des Jahres. Er gewann drei der vier Grand-Slam-Turniere. Lediglich bei den French Open feierte der Argentinier Gastón Gaudio überraschend seinen ersten und bislang einzigen Grand-Slam-Erfolg. In Athen wurde der Chilene Nicolás Massú zweifacher Olympiasieger. Die Damenturniere wurden von russischen Spielerinnen bestimmt. Anastassija Myskina, Marija Scharapowa und Swetlana Kusnezowa gewannen die Turniere in Paris, Wimbledon und New York. Nur bei den Australian Open siegte Justine Henin-Hardenne. Sie gewann auch das olympische Dameneinzel.

Davis-Cup-Sieger wurde zum zweiten Mal nach 2000 Spanien. Den Fed Cup holte sich vor eigenem Publikum zum ersten Mal das russische Team.
- 16.–30. Januar: Australian Open
- 24. Mai–6. Juni: French Open
- 21. Juni–4. Juli: Wimbledon Championships
- August: Olympisches Tennisturnier (in Athen)
- 30. August–12. September: US Open
- 27.–28. November: Fed-Cup-Finale (in Moskau)
- 3.–5. Dezember: Davis-Cup-Finale (in Sevilla)

## Tischtennis
Erster Höhepunkt der Saison war die Mannschaftsweltmeisterschaft in Doha. Sowohl bei den Herren als auch bei den Damen verteidigte China seinen Titel. Die deutschen Männer standen zum ersten Mal seit 35 Jahren wieder im Finale einer Weltmeisterschaft.
- 1.–7. März: Mannschaftsweltmeisterschaft (in Doha)
- August: Olympisches Tischtennisturnier (in Athen)

## Geboren

### Januar
- 01. Januar: Ismail Doudai Abakar, katarischer Leichtathlet
- 01. Januar: Julie Nicolaes, belgische Radsportlerin
- 02. Januar: Aleksandar Kahvić, bosnischer Fußballspieler
- 03. Januar: Miha Fontaine, kanadischer Freestyle-Skier
- 05. Januar: Sanoussy Ba, deutsch-senegalesischer Fußballspieler
- 05. Januar: Abdoulie Ceesay, gambischer Fußballspieler
- 05. Januar: Celine Jebens, deutsche Volleyballspielerin
- 07. Januar: Isaac Cooper, australischer Schwimmer
- 08. Januar: Denislawa Gluschkowa, bulgarische Tennisspielerin
- 10. Januar: Lucas Copado, deutscher Fußballspieler
- 15. Januar: Emre Demir, türkischer Fußballspieler
- 15. Januar: Marcos Santos, angolanischer Leichtathlet
- 16. Januar: Samuel Mbangula, belgischer Fußballspieler
- 17. Januar: Brian Raats, südafrikanischer Leichtathlet
- 18. Januar: Ryan Duncan, schottischer Fußballspieler
- 20. Januar: Ali Jasim, irakischer Fußballspieler
- 22. Januar: Marko Lazetić, serbischer Fußballspieler
- 26. Januar: Luca de Meester, deutscher Fußballspieler
- 26. Januar: Tijmen van der Helm, niederländischer Automobilrennfahrer
- 29. Januar: Delia Folea, rumänische Skispringerin
- 29. Januar: Felix Hagmann, deutscher Fußballspieler
- 29. Januar: Erriyon Knighton, US-amerikanischer Sprinter
- 30. Januar: Filip Ristanic, österreichischer Fußballspieler
- 31. Januar: Adrián Fernández, spanischer Motorradrennfahrer

### Februar
- 02. Februar: Shola Shoretire, englischer Fußballspieler
- 06. Februar: Nicolas Oliveira, deutsch-spanischer Fußballspieler
- 08. Februar: Prince Dahal, nepalesischer Badmintonspieler
- 11. Februar: Richard Meier, deutscher Fußballspieler
- 13. Februar: Collen Kebinatshipi, botswanischer Sprinter
- 15. Februar: Shahd Mohamed, ägyptische Bahnradsportlerin
- 15. Februar: Joshua Tarling, britischer Radrennfahrer
- 19. Februar: Diya Siddique, bangladeschische Bogenschützin
- 20. Februar: Emelie Fast, schwedische Schwimmerin
- 20. Februar: Imaobong Nse Uko, nigerianische Sprinterin
- 20. Februar: Nathan Wicht, Schweizer Fußballspieler
- 23. Februar: Leon Avdullahu, Schweizer Fußballspieler
- 25. Februar: William Mikelbrencis, französischer Fußballspieler
- 26. Februar: Romano Püntener, liechtensteinischer Cross-Country-Mountainbiker
- 27. Februar: Linus Gechter, deutscher Fußballspieler

### März
- 03. März: Jonas Oehmichen, deutscher Fußballspieler
- 11. März: Miriam Hils, deutsche Fußballspielerin
- 13. März: Cori Gauff, US-amerikanische Tennisspielerin
- 16. März: Lukas Ullrich, deutscher Fußballspieler
- 17. März: Jillian Highfill, US-amerikanische Skispringerin
- 18. März: Ari Repellin, französischer Skispringer
- 22. März: Vanessa Diehm, deutsche Fußballspielerin
- 23. März: Helena Dornheim, deutsche Volleyballspielerin
- 25. März: Daniel Bunk, deutscher Fußballspieler
- 25. März: Keke Topp, deutscher Fußballspieler
- 26. März: Matěj Švancer, tschechisch-österreichischer Freestyle-Skier
- 26. März: Mohamed Touré, australisch-liberianischer Fußballspieler
- 27. März: Max Finkgräfe, deutscher Fußballspieler
- 30. März: Richard Steele, Fußballspieler von den Nördlichen Marianen

### April
- 01. April: Niklas Hübner, deutscher Eishockeyspieler
- 01. April: Michael Udebuluzor, hongkong-chinesisch-nigerianischer Fußballspieler
- 02. April: Mollie O’Callaghan, australische Schwimmerin
- 02. April: Diana Maximowna Schneider, russische Tennisspielerin
- 04. April: Houmed Houssein Barkat, dschibutischer Schwimmer
- 05. April: Marius Wörl, deutscher Fußballspieler
- 07. April: Felipe Sánchez, argentinischer Fußballspieler
- 07. April: Martin Wasinski, belgischer Fußballspieler
- 09. April: Muhammed Damar, deutsch-türkischer Fußballspieler
- 12. April: Kim Je-deok, südkoreanischer Bogenschütze
- 13. April: Tom Sanne, deutscher Fußballspieler
- 16. April: Ilias Akhomach, marokkanisch-spanischer Fußballspieler
- 16. April: Níels Hafsteinsson, isländischer Eishockeyspieler
- 16. April: Franco Schädlich, deutscher Fußballspieler
- 20. April: Rok Masle, slowenischer Skispringer
- 21. April: Temalini Manatoa, tuvaluische Leichtathletin
- 23. April: Timo Graf, Schweizer Unihockeyspieler
- 23. April: Elisa Mevius, deutsche Basketballspielerin
- 29. April: Muhd Azeem Fahmi, malaysischer Leichtathlet

### Mai
- 03. Mai: Barry Baltus, belgischer Motorradrennfahrer
- 03. Mai: Samuel Firewu, äthiopischer Leichtathlet
- 04. Mai: Marcel Wenig, deutscher Fußballspieler
- 06. Mai: Elizabeth Dekkers, australische Schwimmerin
- 06. Mai: Veer Karan Sobti, singapurisch-hongkongnesischer Fußballspieler
- 08. Mai: Jonah Sticker, deutscher Fußballspieler
- 09. Mai: William Flaherty, puerto-ricanischer Skirennläufer
- 09. Mai: Matthew Sheridan, neuseeländischer Fußballspieler
- 10. Mai: Bilal El Khannous, marokkanisch-belgischer Fußballspieler
- 11. Mai: Eefje Bötjer, deutsche Fußballspielerin
- 15. Mai: Mattes Hansen, deutscher Fußballspieler
- 15. Mai: Aaron Keller, Schweizer Fußballspieler
- 16. Mai: Nina Boledovičová, slowakische Volleyballspielerin
- 25. Mai: Pedro Acosta, spanischer Motorradrennfahrer
- 27. Mai: Yanick Wasser, Schweizer Skispringer
- 27. Mai: You Young, südkoreanische Eiskunstläuferin
- 28. Mai: Adedire Mebude, schottisch-nigerianischer Fußballspieler
- 28. Mai: Zhang Jiaqi, chinesische Wasserspringerin
- 29. Mai: Enzo Valentim, brasilianischer Motorradrennfahrer
- 30. Mai: Georgiana Sesay, sierra-leonische Leichtathletin
- 31. Mai: Alberto Surra, italienischer Motorradrennfahrer

### Juni
- 05. Juni: Tim Kloss, deutscher Fußballspieler
- 06. Juni: Coleman Wong, hongkongnesischer Tennisspieler
- 15. Juni: Jewison Bennette, costa-ricanischer Fußballspieler
- 15. Juni: Musa Suliman, sudanesischer Leichtathlet
- 15. Juni: Max Weiß, deutscher Fußballtorhüter
- 24. Juni: Erika Andrejewa, russische Tennisspielerin
- 25. Juni: Michail Schaidorow, kasachischer Eiskunstläufer
- 26. Juni: Robert Kwasigroch, deutscher Fußballtorhüter
- 28. Juni: Izan Guevara, spanischer Motorradrennfahrer
- 28. Juni: Dominika Šalková, tschechische Tennisspielerin

### Juli
- 02. Juli: Anaëlle Bondoux, französische Biathletin
- 05. Juli: Misgana Wakuma Fekansa, äthiopischer Geher
- 06. Juli: Damion Downs, deutsch-amerikanischer Fußballspieler
- 09. Juli: Mika Baur, deutscher Fußballspieler
- 12. Juli: Ella Ramsay, australische Schwimmerin
- 12. Juli: Maxine Egner, botswanische Schwimmerin
- 13. Juli: Faith Cherotich, kenianische Leichtathletin
- 14. Juli: Tima Godbless, nigerianische Leichtathletin
- 14. Juli: Simon Simoni, albanischer Fußballtorhüter
- 15. Juli: Lorenzo Fellon, französischer Motorradrennfahrer
- 17. Juli: Gino Caoki, französisch-italienischer Fußballspieler
- 18. Juli: Emma Malewski, deutsche Geräteturnerin
- 20. Juli: Vilho Palosaari, finnischer Skispringer
- 20. Juli: Miller Thomson, schottischer Fußballspieler
- 22. Juli: Paul Lehmann, deutscher Fußballspieler
- 22. Juli: Danil Wassiljew, kasachischer Skispringer
- 26. Juli: Dilano van ’t Hoff, niederländischer Automobilrennfahrer († 2023)
- 26. Juli: Joshua Quarshie, deutscher Fußballspieler
- 30. Juli: Reynold Kipkorir Cheruiyot, kenianischer Leichtathlet

### August
- 01. August: Emmanuel Wanyonyi, kenianischer Mittelstreckenläufer
- 02. August: Ali Ammar Rubaiawi, irakischer Gewichtheber
- 02. August: Clara Schneider, deutsche Radsportlerin
- 04. August: Anton Kortschuk, ukrainischer Skispringer
- 04. August: Iván Ortolá, spanischer Motorradrennfahrer
- 05. August: Alexandra Michaela Filcová, slowakische Eiskunstläuferin
- 05. August: Gavi, spanischer Fußballspieler
- 08. August: Esther Siamfuko, sambische Fußballspielerin
- 08. August: Sofie Zdebel, deutsche Fußballspielerin
- 11. August: Umut Tohumcu, deutsch-türkischer Fußballspieler
- 12. August: Andreas Kofler, österreichischer Motorradrennfahrer
- 14. August: Jay Herdman, neuseeländisch-kanadischer Fußballspieler
- 20. August: Nicolò Tresoldi, deutsch-italienischer Fußballspieler
- 23. August: Erik Belshaw, US-amerikanischer Skispringer
- 23. August: Troy Podmilsak, US-amerikanischer Freestyle-Skier
- 25. August: Evann Girault, französisch-nigrischer Säbelfechter
- 25. August: Luka Hyryläinen, finnischer Fußballspieler
- 29. August: Madiou Keïta, guineisch-französischer Fußballspieler

### September
- 03. September: Alessandra Gasparelli, san-marinesische Leichtathletin
- 04. September: Hanna Faulhaber, US-amerikanische Freestyle-Skierin
- 07. September: Gustav Christensen, dänischer Fußballspieler
- 09. September: Jazilla Mwamikazi, ruandische Radrennfahrerin
- 13. September: Leandro Morgalla, deutscher Fußballspieler
- 14. September: Kayinsola Ajayi, nigerianischer Leichtathlet
- 25. September: Guan Chenchen, chinesische Turnerin
- 28. September: Livan Burcu, deutsch-türkischer Fußballspieler
- 29. September: Aira Azman, malaysische Squashspielerin

### Oktober
- 02. Oktober: Mika Brunold, Schweizer Tennisspieler
- 02. Oktober: Max Marie, deutscher Fußballspieler
- 03. Oktober: Jessica Gadirova, britische Kunstturnerin
- 04. Oktober: John Sherman, liberianisch-US-amerikanischer Leichtathlet
- 06. Oktober: Ayman Aourir, marokkanisch-deutscher Fußballspieler
- 08. Oktober: Julia Ituma, italienische Volleyballspielerin († 2023)
- 10. Oktober: Anca Todoni, rumänische Tennisspielerin
- 20. Oktober: Nele Broszat, deutsche Volleyballspielerin
- 24. Oktober: Franziska Kett, deutsche Fußballspielerin
- 26. Oktober: David Preu, deutscher Fußballspieler
- 29. Oktober: Christos Chua, singapurischer Fußballspieler
- 29. Oktober: Tom Rothe, deutscher Fußballspieler
- 31. Oktober: Aaron Zehnter, deutscher Fußballspieler

### November
- 01. November: Sienna Green, australische Wasserballspielerin
- 06. November: Abdoulaye Kamara, guineisch-französischer Fußballspieler
- 08. November: Ilyas Ansah, deutscher Fußballspieler
- 13. November: Santiago Castañeda, US-amerikanisch-kolumbianischer Fußballspieler
- 15. November: Jo Jin-mi, nordkoreanische Wasserspringerin
- 15. November: Matilde Lorenzi, italienische Skirennläuferin († 2024)
- 18. November: Tharushi Karunarathna, sri-lankische Leichtathletin
- 20. November: Youssoufa Moukoko, deutscher Fußballspieler

### Dezember
- 04. Dezember: Sheng Lihao, chinesischer Sportschütze
- 12. Dezember: Kerr Smith, schottischer Fußballspieler
- 15. Dezember: Anna Kantor, ungarische Tennisspielerin
- 16. Dezember: Yekta Jamali, iranische Gewichtheberin
- 17. Dezember: Daniel Bacher, österreichischer Freestyle-Skier
- 17. Dezember: Nadeschda Iwanowa, bulgarische Fußballspielerin
- 17. Dezember: Mansour Ouro-Tagba, togoisch-amerikanischer Fußballspieler
- 18. Dezember: Nicholas Griggs, irischer Leichtathlet
- 18. Dezember: Jonas Ried, deutscher Automobilrennfahrer
- 21. Dezember: Ângelo, brasilianischer Fußballspieler
- 23. Dezember: Chaka Traorè, ivorischer Fußballspieler
- 27. Dezember: Vladislav Lomko, russischer Automobilrennfahrer
- 29. Dezember: Dawit Seare, eritreischer Leichtathlet
- 31. Dezember: Alessia Mîțu-Coșca, rumänische Skispringerin

### Datum unbekannt
- Yahya Al Ghotany, syrischer Taekwondoin

## Gestorben

### Januar
- 07. Januar: Jaap Kraaier, niederländischer Kanute (* 1913)
- 10. Januar: Hans Roggow, deutscher Fußballspieler (* 1921)
- 13. Januar: Lee Chang-hoon, südkoreanischer Marathonläufer (* 1935)
- 15. Januar: Johnny Cronshey, britischer Eisschnellläufer (* 1926)
- 25. Januar: Fanny Blankers-Koen, niederländische Leichtathletin (* 1918)
- 25. Januar: Miklós Fehér, ungarischer Fußballspieler (* 1979)
- 29. Januar: Fiete Reder, deutscher Handballspieler und -trainer (* 1922)
- 29. Januar: Roy Woods, US-amerikanischer Automobilrennfahrer und Rennstallbesitzer (* 1940)
- 31. Januar: Eleanor Holm, US-amerikanische Schwimmerin (* 1913)

### Februar
- 06. Februar: Henri Honsia, belgischer Kanute (* 1913)
- 09. Februar: Walter Schemel, deutscher Fußballspieler (* 1923)
- 13. Februar: Günter Schlegel, deutscher Fußballspieler (* 1926)
- 14. Februar: Ruben Carlsson, schwedischer Eishockeyspieler (* 1913)
- 14. Februar: Marco Pantani, italienischer Radrennfahrer und Tour-de-France-Sieger (* 1970)
- 15. Februar: Fritz Waller, Schweizer Bobfahrer (* 1920)
- 19. Februar: Joachim Leitert, deutscher Motorradrennfahrer (* 1931)
- 22. Februar: Irina Press, sowjetische Leichtathletin (* 1939)
- 25. Februar: Franz Csöngei, österreichischer Eishockeyspieler und -funktionär (* 1913)
- 25. Februar: Erkki Tamila, finnischer Leichtathlet (* 1911)
- 26. Februar: Adolf Ehrnrooth, finnischer Vielseitigkeitsreiter (* 1905)
- 29. Februar: Danny Ortiz, guatemaltekischer Fußballspieler (* 1976)

### März
- 08. März: János Bognár, ungarischer Radrennfahrer (* 1914)
- 09. März: Nikola Delew, bulgarischer Skilangläufer (* 1925)
- 09. März: Egon Matt, liechtensteinischer Skilangläufer (* 1925)
- 12. März: Sylvi Saimo, finnische Kanutin (* 1914)
- 17. März: Bernie Scherer, US-amerikanischer American-Football-Spieler (* 1913)
- 19. März: Ladislaus Simacek, österreichischer Leichtathlet (* 1913)
- 26. März: Kamo Takeshi, japanischer Fußballspieler (* 1915)

### April
- 15. April: Maury Schleicher, US-amerikanischer American-Football-Spieler (* 1937)
- 22. April: Pat Tillman, US-amerikanischer American-Football-Spieler und Soldat der United States Army (* 1976)
- 25. April: Mario Ibáñez, chilenischer Fußballtorwart und Arzt (* 1921)
- 26. April: Kurt Dossin, deutscher Handballspieler, -trainer und -funktionär (* 1913)

### Mai
- 03. Mai: Ken Downing, britischer Automobilrennfahrer (* 1917)
- 13. Mai: Muhammad Nawaz, pakistanischer Speerwerfer (* 1924)
- 20. Mai: Lúcio de Castro, brasilianischer Leichtathlet (* 1910)
- 28. Mai: Theo Allenbach, Schweizer Skisportler (* 1925)
- 28. Mai: Jerzy Klempel, polnischer Handballspieler (* 1953)

### Juni
- 02. Juni: Tini Wagner, niederländische Schwimmerin (* 1919)
- 03. Juni: Fernand Leemans, belgischer Eiskunstläufer (* 1925)
- 05. Juni: Johnny Bent, US-amerikanischer Eishockeyspieler (* 1908)
- 08. Juni: Masakatsu Asari, japanischer Skispringer (* 1945)
- 09. Juni: Roosevelt Brown, US-amerikanischer American-Football-Spieler (* 1932)
- 13. Juni: Richard Durrance, US-amerikanischer Skirennläufer (* 1914)
- 14. Juni: Frans Gielen, belgischer Radrennfahrer (* 1921)
- 17. Juni: Alfred Jacomis, französischer Skisportler (* 1910)
- 22. Juni: Erwin Jehle, liechtensteinischer Skilangläufer (* 1923)
- 25. Juni: Karol Kennedy, US-amerikanische Eiskunstläuferin (* 1932)
- 28. Juni: Thomas Zereske, deutscher Kanute und Trainer im Drachenbootsport (* 1966)

### Juli
- 05. Juli: Rodger Ward, US-amerikanischer Automobilrennfahrer (* 1921)
- 12. Juli: James Quinn, US-amerikanischer Leichtathlet (* 1906)
- 15. Juli: Willy Klein, luxemburgischer Kunstturner (* 1912)
- 17. Juli: Mildred Dolson, kanadische Leichtathletin (* 1918)
- 24. Juli: Lauri Kalima, finnischer Leichtathlet (* 1916)
- 28. Juli: Bob Tisdall, irischer Leichtathlet (* 1907)
- 31. Juli: Luis de Ridder, argentinischer Skisportler (* 1928)

### August
- 01. August: John Higgins, US-amerikanischer Schwimmer (* 1916)
- 10. August: James Stillman Rockefeller, US-amerikanischer Ruderer (* 1902)
- 12. August: Rudolf Clemens, deutscher Fußballspieler (* 1920)
- 16. August: Ivan Hlinka, tschechischer Eishockeyspieler und -trainer (* 1950)
- 16. August: John Unnerud, norwegischer Rallyefahrer (* 1930)
- 19. August: George Gibson, US-amerikanischer American-Football-Spieler (* 1905)
- 26. August: Matthias Volz, deutscher Gerätturner (* 1910)

### September
- 04. September: George Baird, US-amerikanischer Leichtathlet (* 1907)
- 12. September: Jack Turner, US-amerikanischer Automobilrennfahrer (* 1920)
- 13. September: Daniel Dean, US-amerikanischer Leichtathlet (* 1909)
- 15. September: Swen Enderlein, deutscher Endurosportler (* 1978)
- 20. September: Brian Clough, englischer Fußballtrainer (* 1935)
- 26. September: Jürgen Oelschläger, deutscher Motorradrennfahrer (* 1969)
- 28. September: Christl Cranz, deutsche Skirennläuferin (* 1916)
- 28. September: Gottfried Lenk, deutscher Fußballspieler (* 1921)
- 29. September: Richard Sainct, französischer Motorradrennfahrer (* 1970)

### Oktober
- 03. Oktober: Helmut Bantz, deutscher Turner (* 1921)
- 03. Oktober: Donald Douglas, US-amerikanischer Segler (* 1917)
- 06. Oktober: Johnny Kelley, US-amerikanischer Leichtathlet (* 1907)
- 07. Oktober: Oscar Heisserer, französischer Fußballspieler und -trainer (* 1914)
- 25. Oktober: Jerzy Ustupski, polnischer Ruderer (* 1911)
- 28. Oktober: Helmut Hadwiger, österreichischer Skispringer (* 1922)

### November
- 09. November: Eiji Morioka, japanischer Boxer (* 1946)
- 10. November: Şeref Görkey, türkischer Fußballspieler, -trainer und -funktionär (* 1914)
- 14. November: Harald Kråkenes, norwegischer Ruderer (* 1926)
- 18. November: Hans Christian Nielsen, dänischer Radrennfahrer (* 1916)
- 21. November: Georges Morel, französischer Ruderer (* 1938)
- 24. November: Arnold Stone, kanadischer Skispringer (* 1910)
- 28. November: Sergio Castelletti, italienischer Fußballspieler und -trainer (* 1937)
- 29. November: Ugo Ferrante, italienischer Fußballspieler (* 1945)
- 29. November: Karl Wölfl, österreichischer Radrennfahrer (* 1914)

### Dezember
- 01. Dezember: Franz Schädler, liechtensteinischer Skirennläufer (* 1917)
- 08. Dezember: Johnny Lockett, britischer Motorrad- und Automobilrennfahrer (* 1915)
- 08. Dezember: Alberts Riekstiņš, lettischer Skilangläufer (* 1907)
- 09. Dezember: Andrea Absolonová, tschechische Turmspringerin (* 1976)
- 23. Dezember: Milt Minter, US-amerikanischer Automobilrennfahrer (* 1933)
- 24. Dezember: Per Fossum, norwegischer Skisportler und Skisportfunktionär (* 1910)
- 24. Dezember: Lauri Silvennoinen, finnischer Skilangläufer, Trainer und Wintersportfunktionär (* 1916)
- 31. Dezember: Franz Eichberger, österreichischer Leichtathlet (* 1913)

### Datum unbekannt
- Walter Delle Karth sen., österreichischer Skisportler (* 1911)